# WR 134
WR 134は、太陽系からはくちょう座の方向約6,200光年の距離に位置する、ウォルフ・ライエ星に分類されるアルゴル型の食変光星。自身の強力な放射と恒星風によって吹き飛ばされた薄い泡状の星雲に覆われている。半径は太陽の約5倍だが、63,000ケルビン (K) を超える高い有効温度によって太陽の約40万倍の明るさで輝いている。
1867年に、同じくはくちょう座に位置するWR 135、WR 137とともに、連続スペクトル中に強烈な輝線を持つ珍しいスペクトルが発見された。この特異な姿を発見したシャルル・ウォルフとジョルジュ・ライエの二人にちなんで「ウォルフ・ライエ星」と呼ばれるようになった最初の星の1つである。同時に発見された他の2星が炭素系列のWC型に分類されるのに対して、WR 134は窒素系列であるWN型に分類される。WR 134のスペクトルには、N Vより2 - 5倍強い N IIIと N IVの輝線、He Iより1.25 - 8倍強いHe IIの輝線、He Iと同じくらいの強さのC IVの輝線が見られるという特徴から、「WN6」に分類されている。
変光星としてはアルゴル型変光星に分類され、V1769 Cygni と命名されている。変光の周期性はそれほど厳密ではなく、数時間から数日のタイムスケールで明るさが変動している。これまで伴星の検出が試みられてきたが、2020年現在発見されていない。
WR 134からは硬X線と軟X線の両方が検出されているが、その発生機構は完全に解明されていない。この放出は、想定される単独星の表面温度とは一致せず、高温の2つの星の恒星風が衝突することで発生しているにしては十分でなく、中性子星や白色矮星などのコンパクト星が軌道にあるとは考えづらい。
WR 134は、WR 135と1度と離れておらず、同じ「はくちょう座OB3アソシエーション」に属し、太陽系からほぼ同じ距離にあると考えられている。一方あるいは両方の星が主系列星の段階にあったときに放出した物質によるものと思われる水素の殻の中に位置している。殻の幅は120光年以上で、約1,830太陽質量の水素が含まれている。2つの星のいずれが水素の殻を主に作ったのかは明らかとなっていない。